# Orimarga (Orimarga) excessiva chaparensis
Orimarga (Orimarga) excessiva chaparensis is een ondersoort van de tweevleugelige Orimarga (Orimarga) excessiva uit de familie steltmuggen (Limoniidae). De ondersoort komt voor in het Neotropisch gebied.